# FC Kruisstraat
FC Kruisstraat is een Belgische voetbalclub uit Brakel. De club heeft rood en blauw als clubkleuren. De club speelde het grootste deel van zijn geschiedenis in het Katholiek Vlaams Sportverbond, tot dat fusioneerde met de KBVB.

## Geschiedenis
FC Kruisstraat werd in 1969 opgericht door Gerard Van Gansbeke, Remi D’Homme, Georges De Couvreur, Georges De Stercke en lokaalhouder Sam.
Na een aantal jaren enkel vriendschappelijk te hebben gespeeld, zet men in 1971 de stap naar het Verbond der Vlaamse Ardennen. Drie jaar later volgt dan aansluiting bij het KVS.
De club had in het verleden een reserveploeg en een veteranenelftal, maar beide werden opgedoekt wegens gebrek aan spelers.
In 2012 behaalde FC Kruisstraat de kampioenstitel in zijn afdeling.
Toen de club in de KBVB werd opgenomen kreeg men stamnummer R64264, gezien men niet aan de competities in de provinciale afdelingen deelneemt en recreatief actief blijft.
Twee jaar geleden kocht het naburige Standaard Michelbeke het terrein.